# Xavier Artigas
Xavier Artigas   (Sabadell, 1980) és un sociòleg català. El 2010, va fundar la productora Metromuster amb l'objectiu de desconstruir els codis visuals de l'activisme i redefinir el cinema polític de no-ficció. El 2011 va dirigir No-res, el seu primer llarg, i el 2013 va presentar, amb Xapo Ortega, Ciutat morta, un dels films més influents dels últims temps a Catalunya. Ha dirigit també amb Xapo Ortega el film "Idrissa, crònica d'una mort qualsevol" (2018) on recuperen la història d'Idrissa Diallo, un jove guineà que va morir el 2012 al CIE de la Zona Franca.